# Homidiana subevenus
Homidiana subevenus är en fjärilsart som beskrevs av Embrik Strand 1911. Homidiana subevenus ingår i släktet Homidiana och familjen Sematuridae. Inga underarter finns listade i Catalogue of Life.